# جائحة فيروس كورونا في سان بيير وميكلون 2020
تم تأكيد وصول وباء كورونا (COVID-19) إلى مجموعة الجزر الفرنسية في الخارج سان بيير وميكلون في 5 أبريل 2020. في وقت سابق، عُلقت خدمة العبارات  بين نيوفاوندلاند وسان بيير وميكلون. وخُفضت خدمات النقل الجوي والعبّارات بين جزيرتي سانت بيير وميكلون. ومن المتوقع أن يتأثر قطاع السياحة بالوباء والتدابير ذات الصلة. أُغلقت المجموعة منذ 17 مارس 2020.

## خلفية
في 12 يناير 2020، أكدت منظمة الصحة العالمية (WHO) أن فيروس كورونا الجديد كان سببًا لمرض تنفسي لدى مجموعة من الناس في مدينة ووهان، مقاطعة هوبي، الصين، وجرى إبلاغ منظمة الصحة العالمية به في 31 ديسمبر 2019.
كانت نسبة الوفيات الناجمة عن فيروس COVID-19 أقل بكثير من سارس في عام 2003، ولكن انتقال العدوى كان أكبر بكثير، مع عدد كبير من الوفيات.

## الأحداث زمنيًا

### أبريل 2020
في 5 أبريل، تأكد وجود الحالة الأولى في المجموعة.
في 25 أبريل، أعلن وزير الخارجية عن إغلاق تدريجي في سان بيير وميكلون اعتبارًا من يوم الاثنين 27 أبريل، وأنه سيجري إعادة فتح غالبية الأنشطة التجارية باستثناء الحانات والمطاعم. وكان من المحتمل إعادة فتح المدارس في الأسبوع الأول من شهر مايو، ويستأنف السفر بين الجزيرتين في 11 مايو. على أن تظل القيود المفروضة على الألعاب الرياضية والتجمعات سارية وتكون هناك مراجعة للتخفيف كل أسبوعين.

### مايو 2020
في 4 مايو، أفيد أن أكثر من 270 طالبًا تقطعت بهم السبل في فرنسا وكندا سيعودون إلى سان بيير وميكلون اعتبارًا من 12 مايو فصاعدًا. على أن يجري عزلهم لمدة 14 يومًا واختبارهم، لإعادة الطلاب في العاصمة الفرنسية على مجموعتين.

## روابط خارجية
- "Saint Pierre and Miquelon (France) - Traveler view | Travelers' Health | CDC". wwwnc.cdc.gov. Centers for Disease Control. مؤرشف من الأصل في 2020-09-27. اطلع عليه بتاريخ 2020-04-05.